# Prix ACM Software System

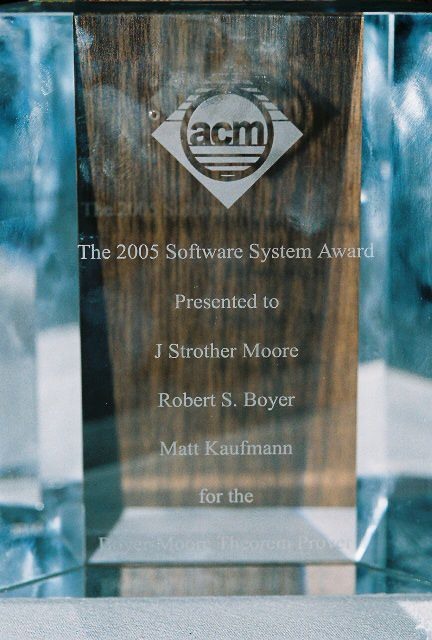
ACM 2005 Software System Award

Le prix ACM Software System ou ACM Software System Award, est attribué tous les ans depuis 1983 à une institution ou à une ou plusieurs personnes sélectionnée pour le développement d'un logiciel ayant eu une influence à long terme, qui s'est traduite par des contributions conceptuelles, commerciales, ou les deux. La récompense est décernée par l’Association for Computing Machinery (ACM). Elle est dotée d'un montant de 35 000. Le soutien financier est fourni par IBM.

## Lauréats
| Année | Projet                                                     | Récipiendaires |
| ----- | ---------------------------------------------------------- | --- |
| 2021  | CompCert                                                   | Xavier Leroy, Sandrine Blazy, Zaynah Dargaye, Jacques-Henri Jourdan, Michael Schmidt, Bernhard Schommer, Jean-Baptiste Tristan |
| 2020  | Berkeley DB                                                | Keith Bostic, Michael Olson, Margo Seltzer |
| 2019  | DNS                                                        | Paul Mockapetris |
| 2018  | Wireshark                                                  | Gerald C. Combs |
| 2017  | Jupyter                                                    | Fernando Pérez, Brian E. Granger, Min Ragan-Kelley, Paul Ivanov, Thomas Kluyver, Jason Grout, Matthias Bussonnier, Damián Avila, Steven Silvester, Jonathan Frederic, Kyle Kelley, Jessica Hamrick, Carol Willing, Sylvain Corlay, Peter Parente |
| 2016  | Andrew File System                                         | John H. Howard, Michael L. Kazar, David A. Nichols, Sherri Nichols, Mahadev Satyanarayanan, Robert N. Sidebotham, Alfred Spector, Michael West                                                                                                   |
| 2015  | GCC                                                        | Richard Stallman |
| 2014  | Mach                                                       | Rick Rashid, Avie Tevanian |
| 2013  | Rocq                                                       | Thierry Coquand, Gérard Pierre Huet, Christine Paulin-Mohring, Bruno Barras, Jean-Christophe Filliâtre, Hugo Herbelin, Chetan Murthy, Yves Bertot et Pierre Castéran                                                                             |
| 2012  | LLVM                                                       | Vikram S. Adve, Evan Cheng et Chris Lattner |
| 2011  | Eclipse                                                    | John Wiegand, Dave Thomson, Gregory Adams, Philippe Mulet, Julian Jones, John Duimovich, Kevin Haaland, Stephen Northover et Erich Gamma |
| 2010  | GroupLens (en) Collaborative filtering Recommender Systems | Peter Bergstrom, Lee R. Gordon, Jonathan L. Herlocker, Neophytos Iacovou, Joseph A. Konstan, Shyong (Tony) K. Lam, David Maltz, Sean M. McNee, Bradley N. Miller, Paul J. Resnick, John T. Riedl, Mitesh Suchak                                  |
| 2009  | VMware Workstation for Linux 1.0                           | Édouard Bugnion (en), Scott Devine, Mendel Rosenblum, Jeremy Sugerman, Edward Y. Wang |
| 2008  | Gamma Parallel Database System                             | David DeWitt, Robert Gerber, Murali Krishna, Donovan Schneider, Shahram Ghandeharizadeh, Goetz Graefe, Michael Heytens, Hui-I Hsiao, Jeffrey Naughton, Anoop Sharma                                                                              |
| 2007  | Statemate                                                  | David Harel, Hagi Lachover, Amnon Naamad, Amir Pnueli, Michal Politi, Rivi Sherman, Mark Trakhtenbrot, Aron Trauring |
| 2006  | Eiffel                                                     | Bertrand Meyer |
| 2005  | The Boyer-Moore Theorem Prover                             | Robert S. Boyer, Matt Kaufmann, J Strother Moore |
| 2004  | Secure Network Programming                                 | Raghuram Bindignavle, Simon S. Lam, Shaowen Su, Thomas Y. C. Woo |
| 2003  | Make                                                       | Stuart Feldman |
| 2002  | Java                                                       | James Gosling |
| 2001  | SPIN model checker                                         | Gerard Holzmann |
| 1999  | The Apache Group                                           | Brian Behlendorf, Roy Fielding, Rob Hartill, David Robinson, Cliff Skolnick, Randy Terbush, Robert S. Thau, Andrew Wilson |
| 1998  | S                                                          | John Chambers |
| 1997  | Tcl/Tk                                                     | John Ousterhout |
| 1995  | NCSA Mosaic                                                | Marc Andreessen, Eric Bina |
| 1995  | World Wide Web                                             | Tim Berners-Lee, Robert Cailliau |
| 1994  | Remote Procedure Call                                      | Andrew Birrell, Bruce Nelson |
| 1993  | Sketchpad                                                  | Ivan Sutherland |
| 1992  | Interlisp                                                  | Daniel Bobrow, Richard R. Burton, L. Peter Deutsch, Ronald Kaplan, Larry Masinter, Warren Teitelman |
| 1991  | TCP/IP                                                     | Vinton G. Cerf, Robert E. Kahn |
| 1990  | NLS                                                        | Douglas Engelbart, Bill English, Jeff Rulifson |
| 1989  | PostScript                                                 | Douglas K. Brotz, Charles M. Geschke, William H. Paxton, Edward A. Taft, John E. Warnock |
| 1988  | Ingres                                                     | Gerald Held, Michael Stonebraker, Eugene Wong |
| 1988  | System R                                                   | Donald Chamberlin, Jim Gray, Raymond Lorie, Gianfranco Putzolu, Patricia Selinger, Irving Traiger |
| 1987  | Smalltalk                                                  | Adele Goldberg, Daniel Henry Holmes Ingalls, Jr., Alan Kay |
| 1986  | TeX                                                        | Donald E. Knuth |
| 1985  | VisiCalc                                                   | Dan Bricklin, Bob Frankston |
| 1984  | Xerox Alto                                                 | Butler Lampson, Robert Taylor, Charles P. Thacker |
| 1983  | UNIX                                                       | Dennis Ritchie, Ken Thompson |